# Greater Madawaska
Greater Madawaska est un canton de l'est de l'Ontario au Canada situé dans le comté de Renfrew. Il a été créé le 1er janvier 2011 à la suite de la fusion municipale entre les cantons de Bagot et Blythefielda, de  Brougham et de Griffith et Matawatchan. Il a une population de 2 485 habitants.  

## Géographie
Le canton est situé dans la partie nord de la vallée de la rivière des Outaouais et il est délimité en partie par le lac Calabogie et la rivière Madawaska. 

## Communautés
Les communautés du canton sont Ashdad, Barrett Chute, Barryvale, Black Donald, Calabogie, Camel Chute, Griffith, Hurds Lake, Lower Dacre, Matawatchan, Springtown, Spruce Hedge et Wilson. Il existe également deux villes fantômes : Khartum et Balvenie. 
Jusqu’au milieu du XXe siècle, il y avait deux tours de guet dans le canton. La première se trouvait au mont Jamieson au nord de Griffith (la coupole est maintenant sur la propriété du bureau du ministère des Ressources naturelles à Pembroke) et l’autre était à Matawatchan. Elles ont cessé d’être utilisées en 1970 par l’avènement de techniques aériennes de luttes contre les feux de forêt. 

## Attraits touristiques
Le canton de Greater Madawaska renferme un centre de ski, Calabogie Peaks. 
Jusqu’en 1986, deux gares ferroviaires ont été exploitées à Ashdad et à Calabogie sur le chemin de fer Kingston et Pembroke. Le chemin de fer a été réaménagé en sentier pédestre et est connu sous le nom de K&P Rail Trail. 

## Démographie
| 2001  | 2006  | 2011  | 2016  |
| ----- | ----- | ----- | ----- |
| 2 290 | 2 751 | 2 485 | 2 518 |